# Воронов, Павел Павлович
Воронов, Павел Павлович (26 июля 1862 — ?) — русский военный деятель, генерал-майор.
Участник военных действий в Китае 1900—1901 гг., русско-японской 1904—1905 гг. и Первой мировой войны.

## Биография
В 1880 году окончил Николаевское кавалерийское училище по 1-му разряду. Офицер лейб-гвардии Гусарского полка.
Чины: ротмистр гвардии (1889), полковник (1895), генерал-майор (1905).
В конце 1890-х годов находился в китайской армии в качестве военного советника и инструктора.
С 7 сентября 1902 года по 17 апреля 1906 года командир Приморского драгунского полка, входившего в состав Уссурийской казачьей бригады во время русско-японской войны.
С 17 апреля 1906 года по 28 мая 1907 года в прикомандировании к Главному штабу.
С мая по июль 1907 года командир 2-й бригады 11-й кавалерийской дивизии.
В первую мировую войну принимал участие в Персидской кампании на Кавказском фронте.

## Награды
- орден Святого Станислава 3-й степени (1887)
- орден Святой Анны 3-й степени (1891)
- орден Святого Станислава 2-й степени (1895)
- орден Святой Анны 2-й степени (1899)
- орден Святого Владимира 4-й степени с мечами и бантом (1901)
- орден Святого Владимира 3-й степени с мечами (1905)
- Черногорский Орден Князя Даниила I 3-й степени (1889)
- орден Двойного Дракона (23 апреля 1902) «за вклад в обучение китайских войск армии Уи в период 1898—1900 годов»